# رامشتال
رامشتال (به آلمانی: Ramsthal) یک شهر در آلمان است که در Bad Kissingen واقع شده‌است. رامشتال ۱٬۲۰۷ نفر جمعیت دارد.